# White Dwarf (película)
White Dwarf (Enana blanca en español) es una película de fantasía rodada en 1995 bajo la dirección de Peter Markle.

## Argumento
La acción transcurre en el año 3040 d. C., en un lejano planeta llamado Rusta, que gira alrededor de una estrella enana blanca. Allí es enviado Driscoll -tras acabar sus estudios de medicina en Columbia Med- a realizar seis meses de prácticas.
Driscoll descubre un extraño mundo dividido en dos mitades: la luz y las tinieblas. Y es que una parte del planeta recibe toda la luz de su sol mientras la otra permanece en una perpetua oscuridad. 
Los reguladores, enormes esferas metálicas creadas por una entidad desconocida 10 000 años atrás y que cuelgan en el horizonte, se encargan de controlar los patrones climáticos del planeta.
El médico se enfrentará a fenómenos desconocidos en la Tierra: gemelas con importantes diferencias de edad, mujeres inmortales, jóvenes mutantes capaces de adoptar cualquier apariencia, parásitos dotados de incomprensibles poderes...
Además, el planeta vive una cruenta guerra civil que dura ya siglos y que enfrenta a la región de la luz con la de la oscuridad, separadas ambas por un gran muro.
Los rustianos son retro-futuristas. Los soldados luchan con mosquetes y ballestas. La moda abarca el medievo, el lejano oeste y la década de 1920. El transporte es mediante caballos y carruajes. Los reyes residen en ostentosos castillos.  Y las visiones espirituales llegan en forma de las Dos Damas  -una vestida de blanco y la otra de negro- que, según la leyenda, permanecen separadas para siempre por lealtad al hijo que cada una dio a luz y que son el icono de sus respectivos pueblos.
Driscoll se implicará para que ambas sociedades lleguen a alcanzar la ansiada paz.